# Iglesia de Santiago (Serón de Nágima)
La desaparecida iglesia de Santiago se situaba junto al actual monumento del Sagrado Corazón de la villa de Serón de Nágima en la provincia de Soria (España).
En Serón había una tercera iglesia advocada al Apóstol Santiago muy probablemente construida entre los siglos XII y XIII. Se desmoronó en el siglo XIX y solo se conservaba la torre, denominada Torre Santiaga, a principios del siglo XX. Según una foto tomada en esta época se trataba de una torre recia y alta, aunque menor que la de Santa María del Mercado, con tres vanos para las campanas. Su ruina era avanzada y se acabó de demoler a principios de ese siglo.
En 1879 la visita que este año realiza el visitador eclesiástico Felipe Marzol se da cuenta de la pervivencia de la parroquia de Santiago: «Y con esto dio por visitadas estas dos parroquias de Sta. María del Mercado y de Santiago de la villa de Serón y firma de que doy fe». Sin embargo, en el Libro de Bautizados de 1894 todos lo son en la parroquia de Sta. María sin ninguna referencia a la de Santiago que, por estas fechas, ya debía estar cerrada al culto.
Como curiosidad cabe destacar que en 1657 era párroco de la iglesia de Santiago Pascual García Martínez, un licenciado natural de la villa, cuyo nombre dejó grabado en el dintel de la puerta de su casa que todavía se conserva en la calle de La Parra.